# Stanisław Hejmowski
Stanisław Hejmowski herbu Samson (ur. 22 czerwca 1900 w Lipawie w Kurlandii, zm. 31 maja 1969 w Poznaniu) – polski prawnik, adwokat, obrońca w procesach poznańskiego Czerwca 1956. Ojciec Adama Heymowskiego.

## Życiorys

### Wczesne lata
Syn adwokata Konstantego Hejmowskiego i Blanki z Łuszczewskich. Ukończył szkołę średnią i zdał maturę w roku 1918 w Petersburgu. Studiował prawo w Uniwersytecie Warszawskim i ukończył je w 1924. Egzamin sędziowski zdał w marcu 1928 i rozpoczął pracę jako asesor, a następnie prokurator Sądu Okręgowego w Poznaniu. 15 maja 1930 roku został wpisany na listę adwokatów przez Okręgową Radę Adwokacką w Poznaniu. W 1931 obronił doktorat z prawa cywilnego w zakresie prawa hipotecznego w UAM. W czasie wojny przebywał w Warszawie, a po upadku powstania warszawskiego wrócił do Poznania i ponownie otworzył kancelarię adwokacką w swoim mieszkaniu przy ul. Słowackiego 18/3.

### Praktyka adwokacka
W 1946 podjął się, razem z adwokatem Janem Kręglewskim, obrony z urzędu gauleitera Kraju Warty Artura Greisera. Proces odbywał się w Poznaniu przed Najwyższym Trybunałem Narodowym. W latach 1946–1950 członek Naczelnej Rady Adwokackiej, a następnie do 1960 członek Wyższej Komisji Dyscyplinarnej. W tym czasie również zajmował się obroną w procesach działaczy polskiego podziemia antykomunistycznego, które odbywały się przed poznańskim Wojskowym Sądem Rejonowym. W czerwcu 1953 został członkiem Zespołu Adwokackiego nr 5 w Poznaniu. Mimo iż przepisy tego zabraniały, swoich klientów przyjmował nadal w prywatnym mieszkaniu. Wkrótce miało się to stać podstawą zarzutów w postępowaniu dyscyplinarnym. W opinii wydanej przez prezesa Sądu Wojewódzkiego w Poznaniu z 22 października 1954 można przeczytać: W obronach jego brak akcentów społeczno-politycznych. W otoczeniu sędziów uchodzi za poprawnego adwokata starającego się uniżonością i poprawnym zachowaniem wyrobić przekonanie o lojalności. Sędziowie określają go jako maskującego się reakcjonistę. W mieszkaniu Stanisława Hejmowskiego również dziś mieści się kancelaria adwokacka.

### Represje ze strony UB i SB
Na początku marca 1956 poznański Urząd Bezpieczeństwa rozpoczął rozpracowywanie mecenasa. Sprawa operacyjna otrzymała kryptonim „Maestro”. Zebrane przez IPN materiały wskazują jednak, że Stanisław Hejmowski był obiektem zainteresowania aparatu bezpieczeństwa od końca lat 40. XX wieku.
Po krwawym stłumieniu przez komunistów poznańskiego Czerwca podjął się obrony robotników oskarżanych w procesach politycznych. Twarda postawa mecenasa Hejmowskiego, niezłomność oraz ogromny talent prawniczy sprawiły, że stał się jednym z głównych celów UB. W 1961 przesłuchano większość jego dotychczasowych klientów i następnie 20 lipca 1961 podjęto decyzję zawieszeniu w wykonywaniu czynności zawodowych na podstawie decyzji Ministra Sprawiedliwości. Jednocześnie w mediach rozpoczęła się nagonka na osobę Hejmowskiego. Sugerowano, że zawyżał opłaty adwokackie i przyjmował łapówki. Wydział finansowy Rady Narodowej podjął m.in. decyzję o domiarze podatkowym i grzywnie w wysokości 400 tys. zł. Kary finansowe spowodowały jego całkowitą ruinę materialną. Pozbawiono go także możliwości uczenia aplikantów oraz uczestniczenia w egzaminach adwokackich.
Mimo iż zawieszenie wygasało 29 maja 1963, mecenas Hejmowski nie powrócił do czynnej pracy adwokackiej. Prowadził jedynie pomoc prawną dla poznańskiego duchowieństwa. Odsunął się nawet od kolegów z Zespołu Adwokackiego nr 5 (byli wśród nich dwaj TW – „Sobkowski” i „Janusz”).
15 grudnia 1967 Stanisław Hejmowski doznał porażenia prawostronnego wskutek wylewu krwi do mózgu i musiał zaniechać wszelkiej pracy, w związku z czym pod koniec 1968 Służba Bezpieczeństwa zakończyła formalnie jego inwigilację.
Inwigilację Hejmowskiego z ramienia SB prowadził por. Stanisław Kłys.

### Śmierć i upamiętnienie
Zmarł w Poznaniu w wieku 68 lat. Został pochowany na cmentarzu Junikowskim.
W 2001 Prezydium Naczelnej Rady Adwokackiej przyznało mu pośmiertnie odznakę „Adwokatura Zasłużonym”, a w 50 rocznicę wydarzeń czerwcowych w 2006, jedną z ulic Poznania nazwano jego imieniem, natomiast w siedzibie IPN w Poznaniu otwarto stałą ekspozycję mu poświęconą.
W 2006 pośmiertnie odznaczony Krzyżem Komandorskim Orderu Odrodzenia Polski.

## W kulturze
Hejmowski jest jednym z bohaterów powieści kryminalnej Piotra Bojarskiego „Pętla”.